# Enya (album)
Enya – debiutancki album solowy Enyi wydany w 1987 roku. Zawiera 15 wyselekcjonowanych utworów, które nagrała na ścieżkę dźwiękową do serialu dokumentalnego BBC, The Celts.
W 1992 album Enya został ponownie wydany jako The Celts przez WEA i Reprise Records.

## Lista utworów
1. „The Celts”
2. „Aldebaran”
3. „I Want Tomorrow”
4. „March of the Celts”
5. „Deireadh an Tuath”
6. „The Sun in the Stream”
7. „To Go Beyond I”
8. „Fairytale”
9. „Epona”
10. „Triad” („St. Patrick”, „Cú Chulainn”, „Oisin”)
11. „Portrait”
12. „Boadicea”
13. „Bard Dance”
14. „Dan y Dwr”
15. „To Go Beyond II”

## Certyfikaty i sprzedaż
| Kraj                     | Certyfikat      | Sprzedaż   |
| ------------------------ | --------------- | ---------- |
| Australia (ARIA)         | platynowa płyta | 70 000+    |
| Stany Zjednoczone (RIAA) | platynowa płyta | 1 000 000+ |